# George Muntz
George Frederick Muntz (26 novembre 1794 - 30 juillet 1857) est un industriel de Birmingham, en Angleterre et député du Parti libéral pour la circonscription de Birmingham de 1840 jusqu'à sa mort.

## Biographie

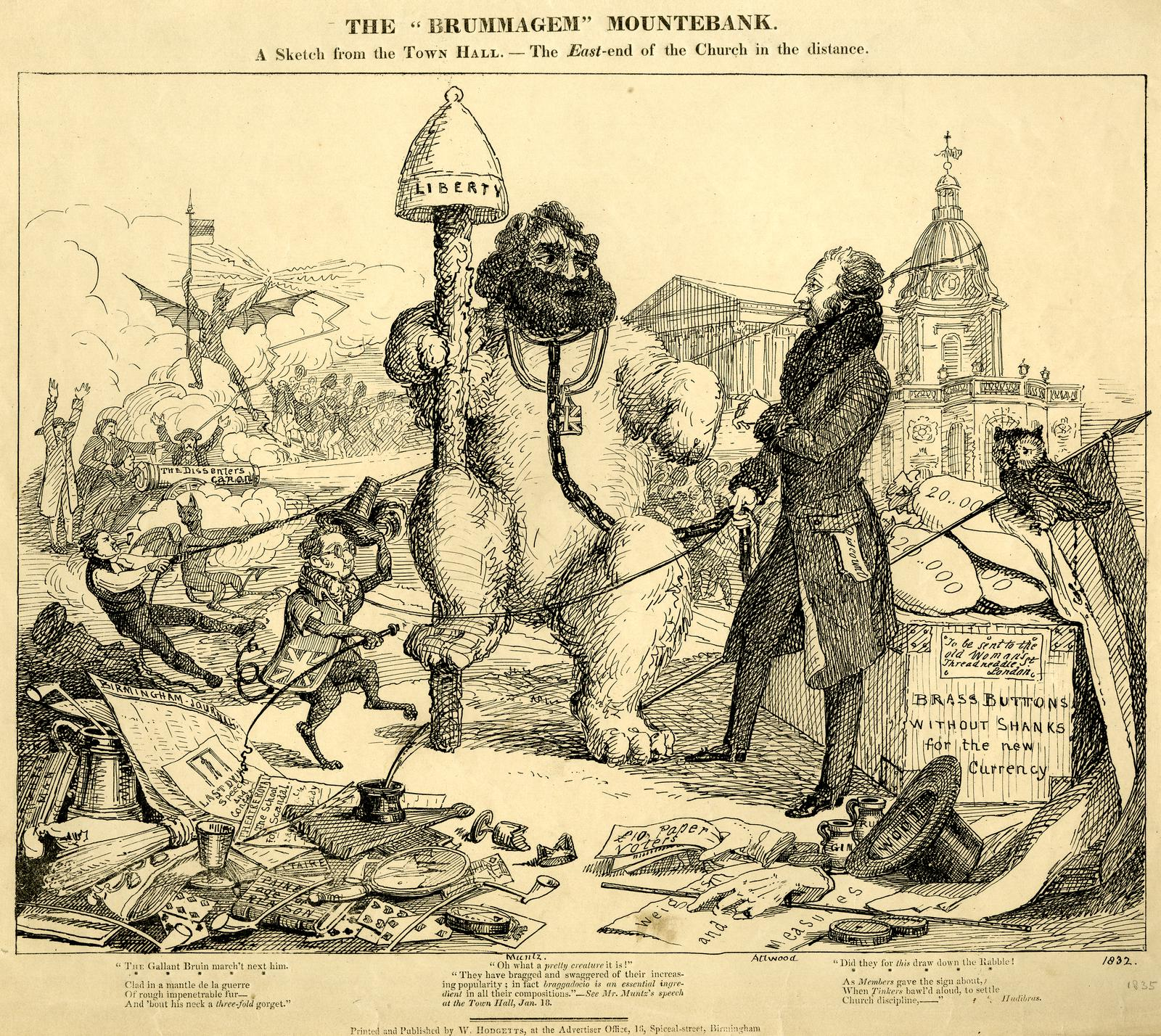
Croquis satirique de 1835, représentant Muntz sous les traits d'un ours, sa chaîne tenue par Thomas Attwood.

Son père Philip Frederic Muntz est venu de Pologne (aujourd'hui Lituanie) en Angleterre peu après la Révolution française et vit à Selby Hall, Worcestershire. Philip Muntz s'établit comme marchand et fabricant à Birmingham, avec la société Muntz & Purden, spécialisée dans les jouets en acier. Il épouse Catherine, fille de son associé Robert Purden, de Radford. Le frère cadet de George, Philip Henry Muntz (en), député de Birmingham, est le premier chef de la famille Muntz d'Edstone Hall, Warwickshire. En tant qu'industriel, George Frederic Muntz développe Muntz Metal. Il s’agit d’un alliage de laiton destiné à remplacer le cuivre qui est alors utilisé pour prévenir l’encrassement des navires océaniques.
Muntz est un partisan de la réforme politique et membre de l'Union politique de Birmingham. Dans ses actions qui conduisent au Reform Act de 1832, il est inculpé de sédition alors qu'il tente de discréditer le duc de Wellington avec une course à l'or : Pour arrêter le duc, courez pour l'or . Il est également impliqué dans une émeute à Saint Martins à Birmingham pour protester contre les tarifs de l'Église qui étaient perçus entre 6 et 9 pence par livre. Il est jugé en 1838, mais est acquitté de tous les chefs d'accusation sauf un.
Sa maison est à Umberslade Hall, à Tanworth à Arden. Sur le terrain de son domaine, le fils de Muntz commande la construction d'une église qui existe encore aujourd'hui, l'église baptiste d'Umberslade. Ses descendants vivent toujours dans la région et exploitent la ferme pour enfants d'Umberslade Hall,.
Il a sept fils et deux filles. L'entreprise familiale est poursuivie par le fils aîné, George Frederick junior, avec Philip Albert Muntz également député qui est créé baronnet en 1902. Le frère de George, Philip Henry Muntz, est également député.
On se souvient de la famille Muntz par Muntz Street, une tour appelée Muntz House et Muntz Park, tous à Birmingham.